# 수미 테리
수미 테리(Sue Mi Terry, 1972년 ~)는 한국계 미국인 국제관계학 학자로 현재 외교협회(Council on Foreign Relations) 선임연구원으로 재직 중이다. 동아시아 전문 정보 분석관 출신이며, 정기적으로 다양한 매체에서 북한, 한국, 일본에 대한 국제정치 전문가로 인용되고 있다.

## 생애
서울특별시에서 태어났으며, 초등학교 4학년 때 아버지가 간암으로 사망한 이후, 12살이 되던 해에 어머니를 따라서 미국으로 이민을 갔다. 버지니아 주, 하와이 주 등지에서 성장하였다.
1993년에 뉴욕 대학교에서 정치외교학으로 학사 졸업하였으며, 2001년에 터프츠 대학교 플레처 스쿨에서 국제관계학으로 박사 학위를 받았다.

## 경력
그녀는 미국 중앙정보국, 국가안보회의, 국가정보위원회 그리고 콜롬비아 대학교 산하 웨더헤드 동아시아 연구소에서 근무했다. 2001년부터 2008년까지 그녀는 수백 건의 정보 평가를 작성했던 CIA의 한국 문제에 대한 선임 분석가로 활동한 경력이 있다.
2008년부터 2009년 동안 테리는 조지 W. 부시 대통령과 버락 오바마 대통령 하에서 국가안보회의의 한국, 일본 및 해양 담당 국장이었다. 이러한 경력을 바탕으로 그녀는 한국과 일본은 물론 호주, 뉴질랜드 및 오세아니아에 대한 미국 정부 정책을 수립, 조정 및 시행했다.
그녀는 2010년부터 2011년까지 뉴욕에 소재한 미국외교협회가 주관하는 데이비드 록펠러 프로그램의 연구원으로 활동하였다. 공직에서 떠난 이후 그녀는 2011년부터 2015년까지 콜롬비아 대학교 산하 웨더헤드 동아시아 연구소에서 선임 연구원으로, 2015년부터 2017년까지 바워 그룹 아시아에서 한국 담당 선임 고문으로 근무했다. 테리는 2008년 CIA 외국어상을 포함하여, 그녀의 리더십과 임무 지원으로 많은 상을 받았다.
2017년 전략국제연구센터 한국 석좌 선임연구원이 되었다.
2021년에는 장 H. 리의 뒤를 이어 윌슨 센터의 현대 자동차-한국 역사 및 공공 정책 센터장이 되었다.
수미 테리는 한반도 관련 주제의 전문가로 자주 인용되어 왔으며, 그녀는 북한 사람들의 평창올림픽 동안 및 이후의 탈북 가능성, 미국의 선거 결과가 북한과의 관계에 미치는 영향, 북미 정상회담 성공 가능성, 한미 연합 군사 훈련 연기 및 취소의 영향, 북한 인권 관련 유엔 조치의 영향, 북한의 남한 공격 여부 등을 왕성하게 연구해왔다.

## 기소
2024년 7월 수미 테리는 대한민국 정부의 외국 대리인으로 활동했다는 혐의로 연방 법원에 기소되었다. 현재 수미 테리의 변호인은 이러한 혐의에 대해 부인하고 있다.
2024년 7월 17일, 크리스티 M. 커티스 FBI 부국장 (Assistant Director) 대행은 이날 “전직 중앙정보국(CIA), 백악관 관리였던 수미 테리는 한국을 위한 미등록 요원으로 활동한 혐의로 체포됐다”고 밝혔다. 10년 동안 경고를 여러번 했다고 말했다. 테리는 이날 보석금 50만 달러(약 6억9000만원)를 내고, 체포 당일 풀려났다.
2014년 11월, 테리는 FBI 맨해튼 지부에 자발적으로 출석했다. FBI 요원은 "한국 정책 전문가 집단에서 당신의 지위를 고려할 때 한국 NIS(국정원)가 금품을 제공하고 대가로 정보 등을 요구할 수 있다"고 경고했고, 테리 연구원은 알았다고 답했다.
미국 검찰은 테리 연구원이 국정원 직원과 접촉 중인 사실을 동료 연구원에게 공공연히 밝혔으며, 본인도 FBI와 인터뷰에서 이런 사실을 인정했다고 주장했다.
한미 관계에 정통한 한국의 외교 소식통은 "10년 넘게 전문가로서 활동했고 활동에 아무 문제 없었던 수미 테리를 갑자기 미국 검찰이 기소한 건 매우 충격적"이라고 말했다. 또 다른 외교 소식통은 "한미 관계가 양호한 시점에 이런 일이 터져 의아하다"며 "향후 한미 관계는 물론, 지한파 학자들의 활동 및 대미 로비 활동에도 영향이 불가피해 보인다"고 밝혔다. 국가정보원은 "외국대리인등록법 기소 보도와 관련 한미 정보당국은 긴밀히 소통 중에 있다"고 밝혔다.
외교가에서는 나토 정상회의를 계기로 윤석열 대통령이 조 바이든 미국 대통령과 2024년 7월 11일 워싱턴 컨벤션센터에서 한미 정상회담을 개최하며 한미동맹의 중요성과 굳건함을 강조한지 일주일도 채 지나지 않아 이같은 사건이 공개된 것을 두고 미국 측의 의도에 대해 다양한 분석이 나오고 있다.
익명을 원한 전직 한국 정보기관 고위 관계자는 "FBI가 사전 경고 차원에서 인터뷰한 것으로 보이는데, 이를 무시하고 같은 행태가 반복됐기 때문에 기소됐을 것"이라고 말했다.
서울의 한 외교 소식통은 "로비 대상이나 규모로 볼 땐 한미간 의견 교환으로 충분히 해결 가능한 사안으로 보인다"고 말했다. 다른 전직 해외 공관장은 테리가 대단한 정보를 가진 것도 아니라고 보았다.
미국은 간첩죄를 적용하기엔 증거가 부족하지만 국익에 반하는 행위를 했을 경우 외국대리인등록법 위반 혐의를 적용해 처벌해 왔다.

## 간행물

### 논문
- This nascent trilateral relationship is the best possible answer to China, The Washington Post, May 27, 2024 (co-authored with Max Boot)[25]
- The Coming North Korean Crisis, Foreign Affairs, May 16, 2024[26]
- The Dangers of Overreacting to North Korea’s Provocations, Foreign Affairs, January 30, 2024[27]
- The New North Korean Threat, Foreign Affairs, January 19, 2023[28]